# Tidjane Salaün
Tidjane Salaün (* 10. August 2005 in Paris) ist ein französischer Basketballspieler.

## Werdegang
Salaün spielte ab dem siebten Lebensjahr Basketball in Orly, nach einem Jahr wechselte er zu Cosma Arcueil Basket, wo er ebenfalls ein Jahr spielte. Er wurde fortan im Verein Saint Charles Charenton ausgebildet, 2020 erhielt Salaün Aufnahme am französischen Leistungszentrum INSEP.
2021 wechselte Salaün in die Nachwuchsabteilung von Cholet Basket. Im Spieljahr 2022/23 gewann er mit Cholet die französische Jugendmeisterschaft sowie das Nachwuchsturnier Trophée du Futur, als dessen bester Spieler er ausgezeichnet wurde. Im Laufe der Saison bestritt er seine ersten Einsätze in der höchsten französischen Liga, LNB ProA. In der Sommerpause 2023 erhielt Salaün von Cholet Basket einen Vertrag als Berufsbasketballspieler. Er wurde in der Champions League als bester junger Spieler der Saison 2023/24 ausgezeichnet.
Die Charlotte Hornets wählten ihn im Juni 2024 beim NBA-Draftverfahren aus. Das geschah an sechster Stelle. Zuvor waren bereits seine Landsmänner Zaccharie Risacher und Alexandre Sarr aufgerufen worden. Es war das erste Mal, dass in der NBA-Geschichte drei Spieler desselben Landes außerhalb der Vereinigten Staaten im selben Jahr unter den ersten zehn ausgewählt wurden.

### Nationalmannschaft
Er war im Sommer 2023 Teilnehmer der U18-Europameisterschaft, erreichte mit Frankreich den vierten Platz und war im Verlauf der EM mit einem Durchschnitt von 12,9 Punkten je Begegnung der beste Korbschütze seiner Mannschaft.

## Familie
Salaüns ältere Schwester Janelle wurde französische A-Nationalspielerin im Basketball.